# Vuelo 708 de West Caribbean
El vuelo 708 de West Caribbean Airways era un vuelo chárter que sufrió un accidente en la Sierra de Perijá, en el Zulia en Venezuela en la madrugada del martes 16 de agosto de 2005 matando a los 152 pasajeros y ocho tripulantes. El avión, un McDonnell Douglas MD-82 de matrícula HK-4374X, cubría la ruta Ciudad de Panamá-Martinica.
Mientras volaba a 33.000 pies, la velocidad de la aeronave disminuyó gradualmente hasta que entró en pérdida. La tripulación, probablemente bajo la creencia errónea de que la aeronave había sufrido una doble falla de motores no tomó las medidas necesarias para recuperarse de la pérdida de sustentación. Después de caer unos 7000 pies por minuto con los motores en condición de reposo, el avión se estrelló en una región montañosa en el noroeste de Venezuela, en un campo ganadero cerca de Machiques en el Estado occidental del Zulia (a unos 30 kilómetros de la frontera con Colombia).
Todos los pasajeros eran ciudadanos franceses de Martinica, con la excepción de un italiano que era el operador de viaje. La tripulación era colombiana. El vuelo fue fletado por la agencia de viajes Globe Trotters de Rivière Salée Travel, una agencia de viaje de Martinica. La mayoría de los pasajeros eran turistas que regresaban de unas vacaciones de una semana en Panamá.
Con 160 personas fallecidas es el peor accidente aéreo en la historia de Venezuela. Agosto de 2005 fue un mes oscuro para la aviación en el que también ocurrieron otros fatales accidentes como el del vuelo 522 de Helios Airways y el vuelo 204 de TANS Perú. Es el accidente más mortal que implica a un McDonnell Douglas MD-82 y el segundo en todo el historial de los McDonnell Douglas MD-80 después del vuelo 1308 de Inex-Adria Aviopromet.
Fue el desastre aéreo más grave de 2005.

## Aerolínea

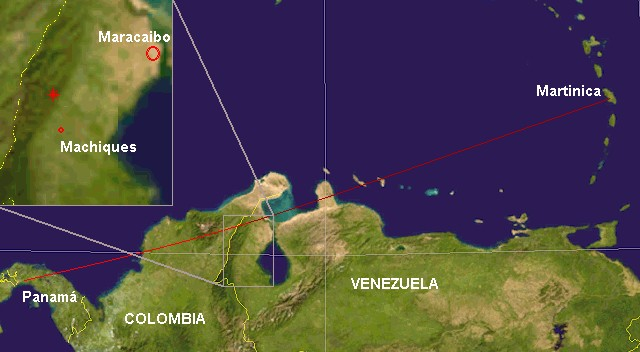
Mapa de la ruta y el sitio de impacto.

La aerolínea West Caribbean con sede en Medellín inició un servicio de vuelos chárter en 1998. Se especializó en vuelos a San Andrés en el Caribe, y varias zonas de Colombia y América Central. Según el entonces Director de Consejo Civil de aeronáutica de Colombia, Coronel Carlos Montealegre, la compañía había sido multada muchas veces por quebrantar la ley y varios de sus aeroplanos habían sido puestos en tierra por un mantenimiento inadecuado. Un caso por una penalización de 45.000 dólares estadounidenses citaba que los pilotos volaban durante demasiadas horas, había falta de entrenamiento y de los registros necesarios de los datos del vuelo. La compañía enfrentaba dificultades financieras y estaría en venta. West Carribean perdió un Let L-410 Turbolet turbopropulsor en marzo de 2005 al despegar desde la Isla colombiana de Providencia en un accidente en el cual murieron 8 personas y 6 resultaron heridas.
La aeronave involucrada en el incidente tenía 18 años y 9 meses y fue entregada a Continental Airlines el 4 de noviembre de 1986 como N72824, que la operó hasta alrededor de 2001. En ese momento, el avión se almacenó en el desierto de California durante cuatro años y finalmente la compró MK Aviation, una empresa con sede en los Estados Unidos. El 10 de enero de 2005, la aeronave fue transferida a West Caribbean Airways y registrada como HK-4374X, arrendada a WCA por MK Aviation. 
Además del MD-82 siniestrado, la flota de la línea aérea estaba compuesta de dos aviones McDonnell Douglas MD-81, tres Aérospatiale ATR 42, y seis Let L-410 Turbolet.
El capitán del vuelo 708 era Omar Ospina de 40 años, y el primer oficial de 21 años de edad, David Muñoz. El capitán tenía 5.942 horas de experiencia, y el copiloto 1.341 horas.

## Accidente
El vuelo 708 partió del Aeropuerto Internacional de Tocumen, ubicado al sur de Ciudad de Panamá, alrededor de la 1 a. m. hora local, que corresponde a las 05:58 GMT. con destino a Fort-de-France, Martinica. A bordo viajaban 152 pasajeros, la mayoría originarios de Martinica, y 8 miembros de la tripulación colombiana. El vuelo fue chárter, contratado por turistas en Martinica, una posesión francesa en el Caribe. Tras un despegue exitoso y habiendo dejado atrás las luces brillantes de la Ciudad de Panamá, la aeronave emprendió un constante y medido ascenso, buscando las alturas más seguras y económicas para su ruta de vuelo.
Inicialmente, el avión se estableció en un nivel de vuelo (FL) de 31,000 pies. Sin embargo, la tripulación tenía planes de ascender aún más, y en poco tiempo, a las 06:44, alcanzaron su objetivo de crucero de 33,000 pies (FL 330). Sin embargo, la tranquilidad de su ascenso se vio interrumpida por las condiciones atmosféricas a esta altitud.
El frío penetrante y las condiciones potencialmente heladas que encontraron obligaron a la tripulación a revaluar su estrategia. A pesar de que inicialmente habían apagado el sistema antihielo durante el ascenso para conservar la potencia del motor, la amenaza del hielo los llevó a reactivarlo. Este sistema, crítico para garantizar la seguridad de la aeronave en condiciones de congelación, tiene una peculiaridad: requiere una porción de la potencia de los motores para operar, reduciendo así el rendimiento óptimo que estos pueden ofrecer.
Debido a este sacrificio de potencia, la altura máxima que el avión podía sostener de manera segura se vio afectada. Aunque inicialmente podían mantenerse a 33,000 pies con los motores operando a plena capacidad, con el sistema antihielo activado, esta cifra disminuyó, y la aeronave solo podía mantenerse con seguridad a una altitud ligeramente menor de 31,900 pies (equivalente a 9,723.10 metros). Esta decisión técnica, aunque esencial para la seguridad del vuelo, presentó nuevos desafíos para la tripulación, que ahora debía navegar en condiciones cambiantes con un rendimiento del motor algo reducido.
A una altitud crucero, el capitán notó algo preocupante: una disminución inesperada en la potencia del motor. Sin embargo, en el calor del momento y con numerosos indicadores frente a él, no logró identificar la raíz del problema que estaba afectando la aeronave. Ante la incertidumbre y como medida de seguridad, tomó la decisión de iniciar un descenso rápido para ganar velocidad y estabilidad.
Mientras el avión descendía, los indicadores mostraban que la velocidad del aire estaba peligrosamente cerca de la temida «velocidad de pérdida» —una velocidad a la que la aeronave pierde sustentación y puede comenzar a caer. Paradójicamente, el piloto automático, en un intento por contrarrestar la pérdida de altitud, había orientado el avión con la nariz hacia arriba, reduciendo aún más la velocidad.
El ambiente en la cabina era tenso. Y justo cuando parecía que la situación no podía empeorar, una corriente ascendente de aire golpeó el avión, desestabilizándolo aún más y llevándolo a una peligrosa pérdida aerodinámica. La caja negra registró la voz del primer oficial, quien, con creciente preocupación, intentó comunicar al capitán la gravedad de su entrada en pérdida. Sin embargo, el capitán, abrumado por el comportamiento atípico de los motores y la posible interrupción del flujo de aire debido a la corriente ascendente, interpretó erróneamente la situación como una doble falla de motores.
El primer oficial, tratando de manejar el caos, intentó comunicarse con el controlador en tierra, buscando orientación y ayuda. Pero en tierra, los controladores, posiblemente no teniendo una imagen clara de lo que estaba ocurriendo en el aire, no pudieron ofrecer una solución efectiva. La tripulación continuó sosteniendo la nariz del avión hacia arriba, disminuyendo aún más su velocidad, hasta que la falta de sustentación fue inevitable y la aeronave comenzó una caída libre.
El vuelo 708, atrapado en una espiral descendente, se estrelló contra un campo con un ángulo pronunciado. El impacto fue devastador, y la fuerza de la colisión provocó una explosión masiva.

## Cronología de acontecimientos
Los hechos ocurridos son señalados basándose en la hora local de Venezuela (UTC - 4h)
- 01:00 Despega el avión de la Ciudad de Panamá.
- 02:00 Primer llamado de emergencia.
- 03:00 Se reportan problemas en ambos motores, se solicita permiso para descender de 10.000 m de altura a 4.300 m.
- 03:10 Se pierde contacto con el avión.
- 03:10 ~ 03:45 El avión entra a una picada de 2300 metros por minuto y colisiona
- 03.47 El avión se estrella en un lugar cerca de Machiques
- 05.10 Llegan los servicios de emergencia

## Investigación
El 22 de noviembre de 2005, el Comité de Investigación de Accidentes Aéreos (CIAA) de Venezuela divulgó un informe detallando los acontecimientos que rodearon el accidente del avión. Según este informe, se sugiere que la formación de hielo en las alas, ocasionada por las difíciles condiciones meteorológicas que enfrentaba el avión, fue la principal causa del accidente.
El análisis de la grabadora de voz del avión reveló una discusión entre la tripulación sobre estas condiciones climáticas adversas. Estaban particularmente preocupados por la posibilidad de formación de hielo. Ante esto, solicitaron y llevaron a cabo varios descensos, esperando encontrar áreas con condiciones atmosféricas más favorables.
Un aspecto crítico que surgía del informe era el papel del sistema anticongelamiento de los motores. Cuando este sistema se activa, utiliza energía de los motores, lo que lleva a una disminución en su rendimiento. Con el sistema en funcionamiento, la altura máxima sostenible del avión se redujo a 31.900 pies (9.723,10 metros) en lugar de los habituales 33.000 pies (10.058 metros).
A pesar de las precauciones tomadas, el avión fue sorprendido por una repentina corriente de aire ascendente, lo que lo hizo entrar en pérdida. La grabadora de voz capturó al primer oficial advirtiendo sobre esta situación crítica, pero el capitán, desconcertado por la disminución del rendimiento del motor, interpretó erróneamente la situación como una doble falla de motores. Aunque intentó comunicar la emergencia al control terrestre, la gravedad de la situación no fue comprendida adecuadamente.
Las acciones inmediatas de la tripulación, desafortunadamente, no corrigieron el problema. En lugar de nivelar el avión, mantuvieron el morro inclinado hacia arriba, exacerbando el problema y causando una mayor pérdida de sustentación. Esta secuencia de eventos culminó en el trágico impacto del vuelo 708 en un campo, en un ángulo empinado, seguido de una explosión a causa de la intensidad del impacto.
Un informe posterior, presentado en agosto de 2010 por el Ministerio del Poder Popular para Transporte y Comunicaciones de Venezuela, añadió otra dimensión al análisis del accidente. El documento declaró: «Las evidencias señalan la clasificación de factor humano como causal del accidente», indicando problemas adicionales que contribuyeron al accidente. Aunque el avión estaba en buenas condiciones y la tripulación estaba capacitada, existían problemas subyacentes relacionados con la formación de la tripulación y las características específicas del modelo de avión. Se identificó que la tripulación no había sido entrenada adecuadamente para manejar situaciones de pérdida de sustentación a grandes altitudes, algo que había sido un factor en accidentes similares con ese tipo de aeronave en el pasado. La comisión de investigación concluyó que el accidente fue el resultado de decisiones erróneas tomadas en una situación de emergencia.
Este informe fue entregado a los representantes de las familias de las víctimas en presencia del embajador de Francia en Caracas, según confirmó el ministerio de Transportes venezolano.
Las marcas en el terreno indicaron que el avión impactó en una posición de morro arriba y con un pequeño giro a la derecha. Los restos fueron esparcidos en un área de aproximadamente 205 metros de largo y 110 metros en su parte más ancha. Los exámenes iniciales revelaron que ambos motores mostraban que los rotores estaban girando a un alto régimen de velocidad en el momento del impacto.
Los grabadores de vuelo, tanto el grabador de voz de la cabina (CVR) como el grabador de datos de vuelo (FDR), fueron enviados a la Oficina de Análisis y Laboratorio para la Seguridad de la Aviación Civil cerca de París, Francia, para su análisis. A pesar de que ambos grabadores estuvieron operativos hasta el impacto, varias anomalías y daños en los grabadores dificultaron la obtención de datos precisos. Sin embargo, se lograron recuperar datos cruciales que ayudaron a reconstruir los eventos que llevaron al accidente.

## Reacciones
La tragedia provocó reacciones a nivel internacional. El presidente francés, Jacques Chirac, expresó sus condolencias y envió al ministro de territorios de ultramar a Martinica para brindar apoyo. También se estableció una oficina de crisis en el Ministerio de Relaciones Exteriores de Francia para tratar el accidente.
El accidente también arrojó luz sobre la seguridad y las operaciones de West Caribbean Airways, una aerolínea de bajo costo establecida en el año 2000. Este fue el segundo incidente grave involucrando a la aerolínea en 2005, siguiendo a un accidente en marzo donde un avión más pequeño se estrelló durante el despegue en Colombia, resultando en la muerte de ocho personas.

## Dramatización
El accidente fue presentado en el primer episodio de la novena temporada de Mayday: catástrofes aéreas titulado «El avión que voló demasiado alto». Posteriormente sería reexaminado en un episodio de una temporada compilatoria posterior titulado «Entrenado para fallar».

## Homenajes

### Películas
- 2010, Panamá-Fort-de-France: autopsie d'un crash, un documental de Stéphane Gabet y Luc David.[6]
- 2017, Crossing Away, una película de ficción corta.

### Música
- On n'oublie pas [No nos olvidamos], (Homenaje a 152 víctimas de Martinica del accidente del 16 de agosto de 2005), 2014, escrito por Serge Bilé, cantado por varios artistas y personalidades, incluyendo Jocelyne Beroard (Kassav'), Alpha Blondy, Admiral T para recordar este acontecimiento y ayudar a AVCA, una asociación de las víctimas del desastre aéreo, a recaudar fondos.[7]